# Свято-Никольский собор (Бердичев)
Свято-Никольский собор — православный храм в городе Бердичеве Житомирской области. Относится к Бердичевскому благочинию Житомирской епархии Украинской православной церкви.
Здание храма построено в 1908 году в стиле позднего барокко (рококо).
Главный православный храм Бердичева, расположен в центре города.

## История
Собор построен в 1908 году, при этом его история берет начало с середины XVII века.
Собор сооружен на месте деревянной церкви Святого Николая, которая была построена в 1748 году усилиями владелицы города Варвары Завиш, жены Николая Радзивила.
6 декабря 1751 года деревянный храм, возведенный из дубового сруба, был освящен.
Долгое время Николаевский храм был униатским (греко-католическим) и усыпальницей княжеского рода Радзивилов.
В 1794 году Николаевская церковь стала православной.
В 1908 году был воздвигнут и освящен на месте старой деревянной церкви новый каменный храм.
С 1921 по 1937 год в церкви служили обновленцы, а в 1938 году храм был закрыт советской властью, и затем использовался как зернохранилище.
Богослужение в церкви было возобновлено во время Великой Отечественной войны в феврале 1942 года.
В 1996 году Николаевская церковь получила статус собора.
В 2013 году было принято решение о золочении соборных куполов мастерами из Киево-Печерской Лавры.

## Прочие сведения
25 июля 1831 года в храме приняли православие 35 членов еврейской семьи Рубинштейн из Житомира, в том числе купец Рувен (Роман) Рубинштейн и Григорий Романович Рубинштейн — дед и отец будущего композитора Антона Григорьевича Рубинштейна.